# Župnija Hajdina
Župnija Hajdina je rimskokatoliška teritorialna župnija, dekanije Ptuj, Ptujsko-Slovenjegoriškega naddekanata, ki je del nadškofije Maribor.

## Sakralni objekti
- Cerkev sv. Martina, Zgornja Hajdina (župnijska cerkev)
- Cerkev sv. Kunigunde, Kungota pri Ptuju,
- Cerkev sv. Marija Vnebovzeta, Slovenja vas